# Crowborough
Crowborough este un oraș în comitatul East Sussex, regiunea South East, Anglia. Orașul se află în districtul Wealden a cărui reședință este. 